# Ud over det almindelige
Ud over det almindelige (russisk: Наследница по прямой) er en sovjetisk spillefilm fra 1982 af Sergej Solovjov.

## Medvirkende
- Tatjyana Kovsjova som Zjenja
- Tatjana Drubitj som Valerija
- Igor Nefjodov som Volodja
- Andrej Juritsyn som Ganja
- Aleksandr Zbrujev som Vlad